# Silviu Oravitzan

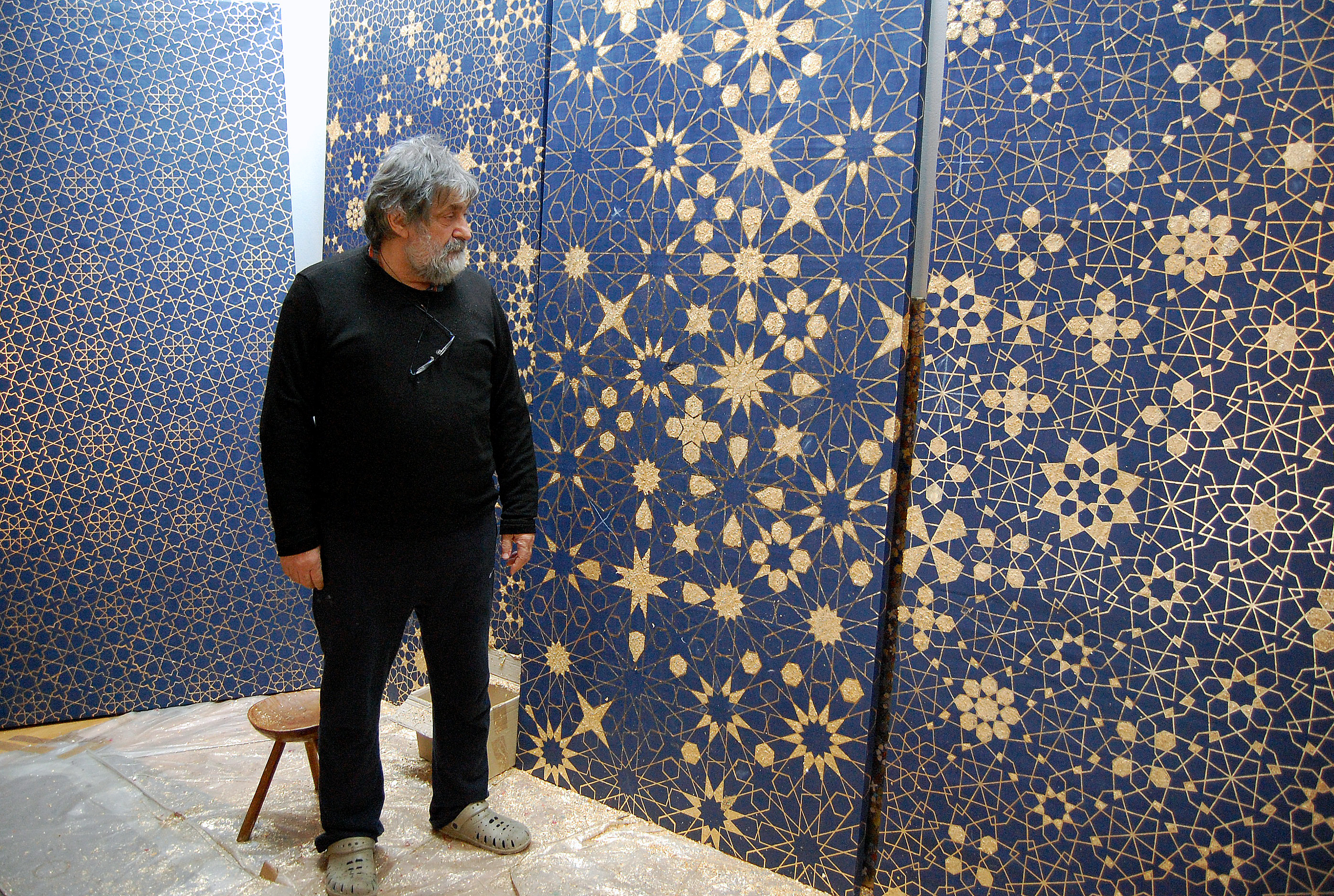
Silviu Oravitzan

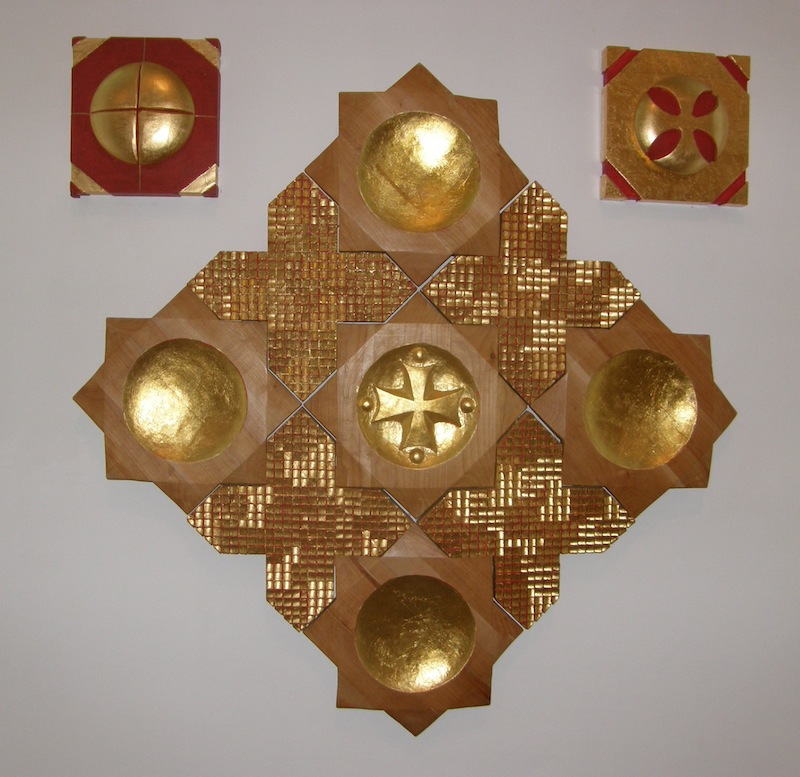
Lumina, basorelief lemn aurit

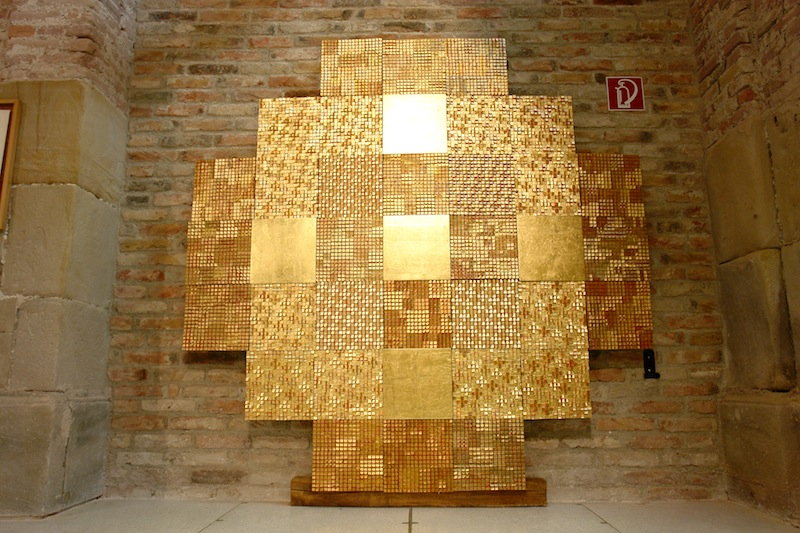
Expoziție Klosterneuburg 2007, basorelief lemn aurit

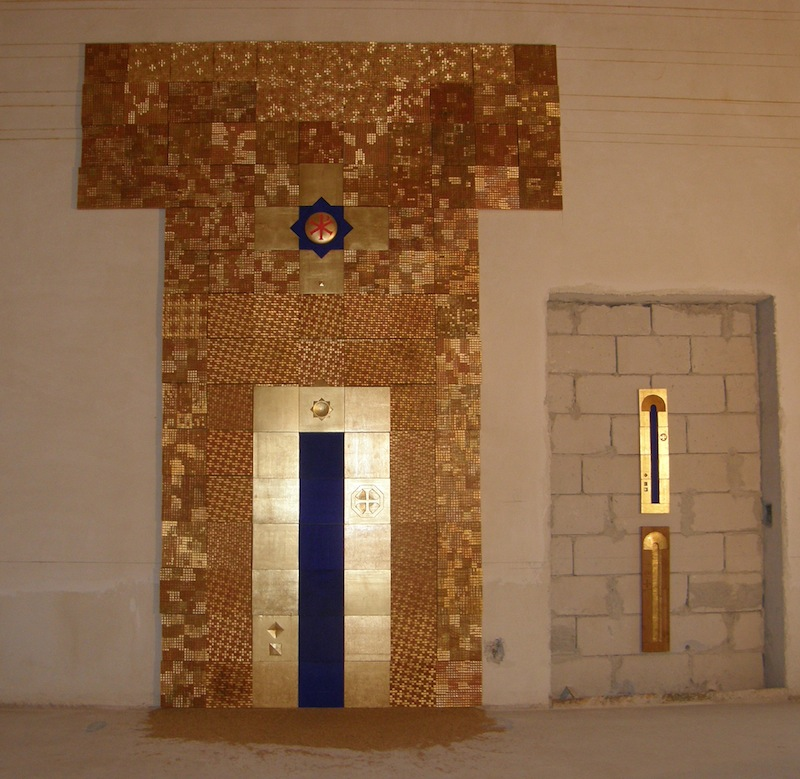
Expoziție Muzeul de Artă Timișoara 2010, basorelief lemn aurit

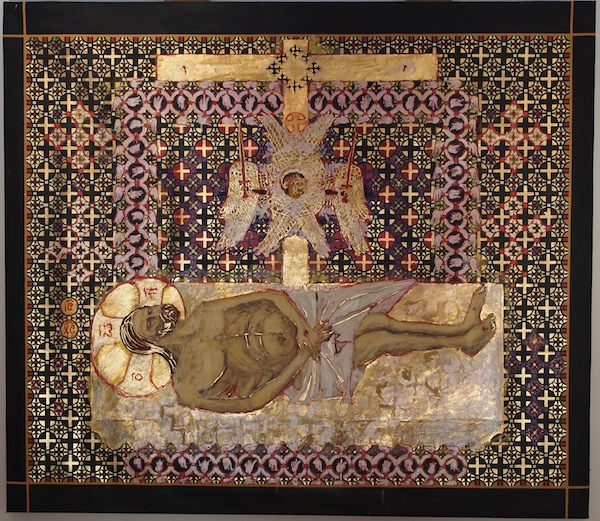
Pieta, pictură pe pânză

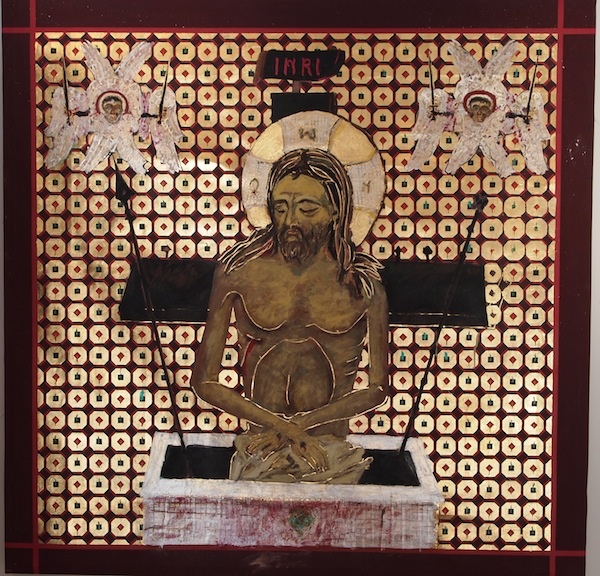
Pieta 2, pictură pe pânză

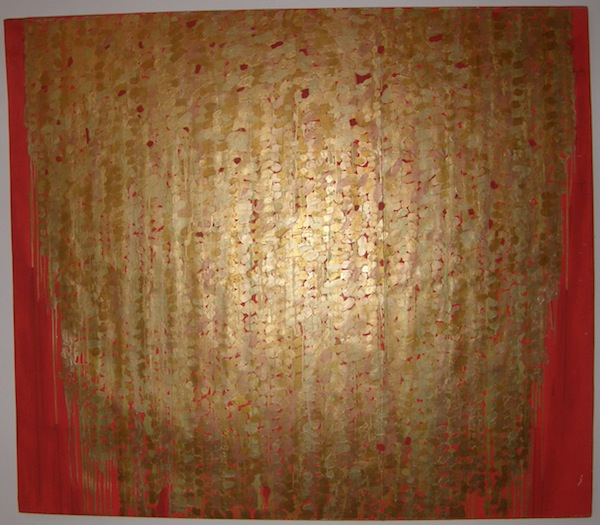
Ploaie de aur, pictură pe pânză

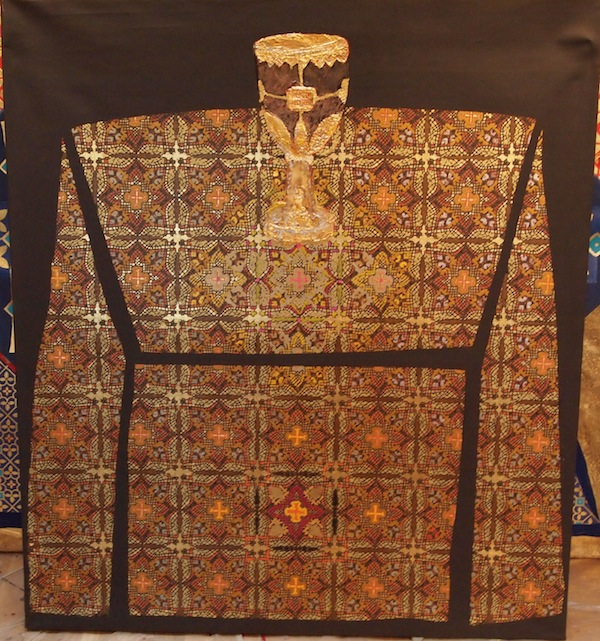
Potirul, pictură pe pânză

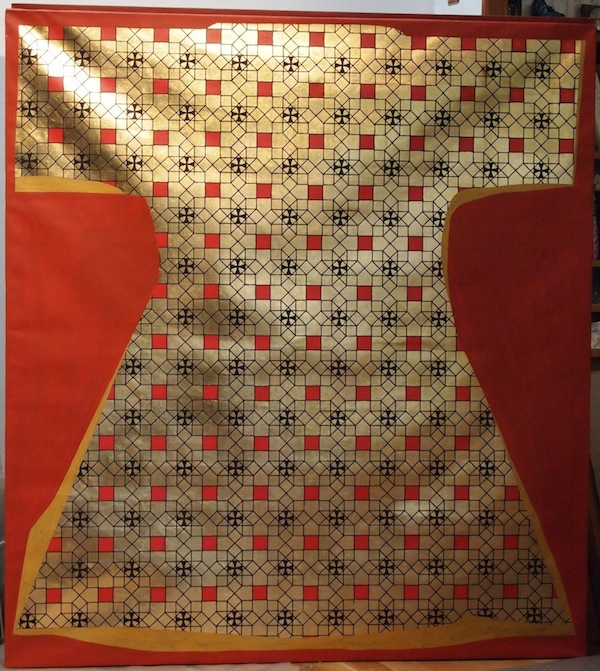
Sacos 4, pictură pe pânză

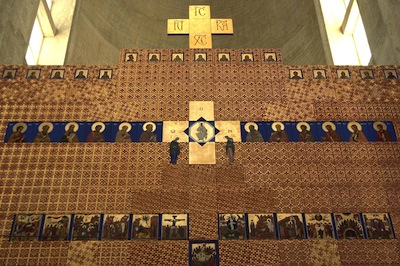
Biserica Schimbarea la față, Cluj-Napoca, iconostas lemn aurit, detaliu

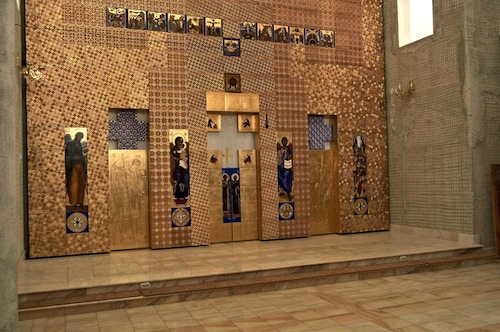
Biserica Schimbarea la față, Cluj-Napoca, iconostas lemn aurit, detaliu

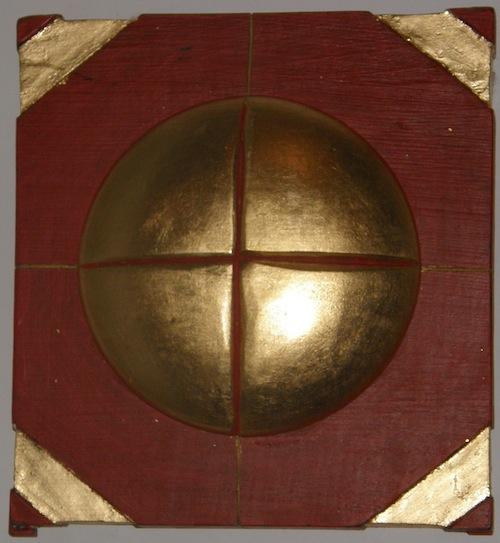
Basorelief lemn aurit

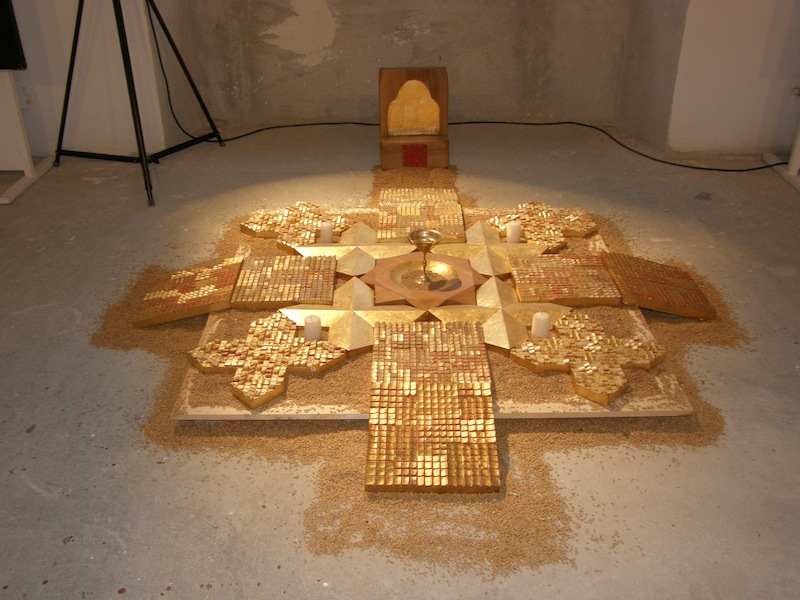
Instalație, Expoziție Muzeul de Artă Timișoara, 2010

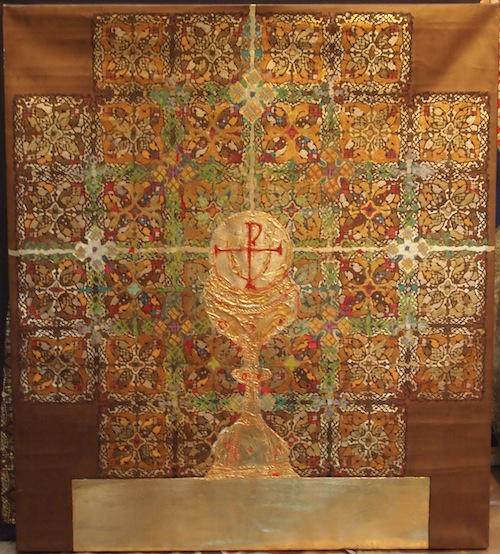
Euharistia, pictură pe pânză

Silviu Oravitzan este un artist plastic român născut în 4 octombrie 1941 la Ciclova Montană, județul Caraș-Severin. Are numeroase expoziții și lucrări de artă în muzee și colecții private din România, Marea Britanie, Franța, Germania, Suedia, Statele Unite etc. Deși pare influențat de diferiți pictori abstracți din secolul XX, Oravitzan este considerat de critica de specialitate a-și avea rădăcinile în arta religioasă a Răsăritului creștin-ortodox.

## Biografie
Silviu Oravitzan s-a născut la 4 octombrie 1941, în localitatea Ciclova-Montană, județul Caraș-Severin. Tatăl, Iosif Crețu (1908-1976), a fost învățător. Mama, Ecaterina Crețu, născută Iliescu (1911-1981), a fost de asemenea învățătoare. 
Între 1947 și 1951, Oravitzan a urmat școala primară din satul natal. Între 1951 și 1957 a fost elev al Liceului „General Dragalina” din Oravița. În anii 1958-1960 a urmat cursurile Institutului Pedagogic din Timișoara, iar între 1960 și 1963 pe cele ale Universității din Timișoara, Facultatea de Arte Plastice. În 1983 a obținut Bursa Logos, la Paris. În 1984 a primit Bursa Fundației Peer Mattsson (Suedia).
În perioada 1963–1970 a fost profesor de desen la Liceul „Iulia Hasdeu” și la Liceul „Coriolan Brediceanu” din Lugoj. Din 1985 până în 2006 a fost director al Galeriei Pro Arte din Lugoj. Din 1997 a fost profesor invitat la Universitatea de Vest din Timișoara, Facultatea de Arte Plastice (clasa profesorului Constantin Flondor). Din 2005 este afiliat Institutului Român de Studii Inter-ortodoxe, Inter-confesionale și Inter-religioase (INTER).

## Expoziții
Prima expoziție la care a expus Silviu Oravitzan, alături de Vladimir Streletz și Tudor Tudan, a fost în 1966, la Sala Dacia din Lugoj. Au urmat numeroase alte expoziții de-a lungul anilor, printre care: 1968 – Librăria „Mihai Eminescu”, Timișoara; 1969, alături de Tudor Tudan – Sala Dalles, București; 1972 – Galeria Galateea, București; 1976, Patru artiști români – Manchester (Marea Britanie); 1981 – Rithymina Hotel, Creta (Grecia); 1981 – Aachen (Germania); 1982 – Galeria Pro Arte, Lugoj; 1983 – Galeria “Domani”, Munchen (Germania); 1984 – Fundația Avartanian Gulbechian Lisabona (Portugalia); 1987 – Galeria Helios, Timișoara; 1989 – Meinz (Germania); 1989 – Galerie Sculptures, Paris (Franța); 1992 – Meisenheim (Germania); 1994 – Muzeul de Artă al Banatului, Timișoara; 1994 – Centrul de Artă și Cultură, Mosonmagyarovaros (Ungaria); 1996 – Galerie Sculptures, Paris (Franța); 1996 – La Galeria, Luxemburg; 1997 – Centrul Cultural Francez, Timișoara; 1998 – Geneva (Elveția); 1998 – Budapesta (Ungaria); 1998 – Centrul Cultural Român, Viena (Austria); 1999 – Palais des Arts, Marsilia (Franța); 1999 – Centrul Cultural Român Paris (Franța); 1999 – Oravitzan Gallery, New York (SUA); 2000 – East – West Gallery, New – York (SUA); 2000 – Casa Giovaninetti, Saint Leu la Foret (Franța); 2001 – Galeria Pro Arte, Lugoj; 2001 – Bad Homburg (Germania); 2001 – Maison Consulaire, Saint Leu la Foret (Franța); 2001 – Centrul Cultural Român, New York (SUA); 2002 – Muzeul Național de Artă, Cluj; 2003 – The National Museum of Catholic Art and History, New York (SUA); 2003 – Muzeul Național de Artă, Cotroceni, București; 2004 – Franconville (Franța); 2005 – Salonul Național de Artă, Arad; 2006 - Muzeul de Artă, Timișoara; Complexul Balnear Cultural Ocna Sibiului; Vertriebspartner Center, Viena Neustadt, Bank Austria Creditanstalt, Institut für Kultur, Viena; Institutul Cultural Român, Viena; Ambasada României, Viena; 2007 - Lux Lumen, Sala Terrena, Klosterneuburg, Austria, organizatori: Institutul Cultural Roman - Viena, Institutul Român de Studii Inter-Ortodoxe, Inter-Confesionale și Inter-Religioase (INTER); Lux Lumen, organizator Muzeul National Brukenthal, Galeria de Arta Contemporana a Muzeului National Brukenthal, curator Liviana Dan, împreună cu Marko Rupnik; 2008 - Lux Lumen, organizatori: Centrul Cultural Austriac din Palatul Palffy, Wiener Hofburg Orchester, AUSTROM; Palatului Palffy, Viena; 2009 - Muzeul de Artă, Timișoara; 2010-2012 - Casa-atelier Oravitzan-Poparad, Timișoara; 2013 - Muzeul Țăranului Român și Palatul Mogoșoaia.

## Colecții
Operele lui Silviu Oravitzan se găsesc în colecții de stat: Muzeele de Artă din Timișoara, București, Reșița, Lugoj, Muzeul de Artă din Reszow (Polonia), Muzeul de Artă Modernă din Debrecen (Ungaria), precum și în colecții private: Papastefanakis (Grecia), Christophe și Dana Giovaninetti, Sergiu Celibidache, Claude Massuard (Franța), Peer Matson (Suedia), David Pagrotski (Marea Britanie), Helga May, R. Kolles, Al. Breban, Maria Beck (Germania). 
În 2003 Oravitzan a realizat sculptura în lemn de mari dimensiuni de la reședința din Mănăstirea Nicula a Mitropolitului Bartolomeu al Clujului. Un an mai târziu a finalizat iconostasul bisericii ortodoxe „Schimbarea la Față” din Cluj.

## Premii, distincții
- 2004 - Premiul Ardaf
- 2004 - Cetățean de onoare al orașului Lugoj, Primăria Lugoj
- 2004 - Ordinul Meritul cultural în grad de cavaler, Președinția României
- 1997 - Cetățean de onoare al Oraviței, Primăria Oravița
- 1984 - Bursa Peer Mattson, Fundația Peer Mattson, Suedia
- 1983 - Bursa Logos, Paris, Franța
- 1980 - Marele Premiu al Uniunii Artiștilor Plastici a Ungariei la Hajduoszsormeny, Debrecen, Ungaria

## Afilieri
- 2006 - Institutul Roman de Studii Inter-ortodoxe, Inter-confesionale si Inter-religioase (INTER)
- 1999 - Galeria Oravitan, New York
- 1998 - Pro Arte, Verein für internationalen Kulturaustausch Wien
- 1993 - Asociatia Internationala a Artelor Plastice
- 1983 - Grupul Logos, Paris
- 1970 - membru al Uniunii Artiștilor Plastici din Romania